# Сулунга (озеро)

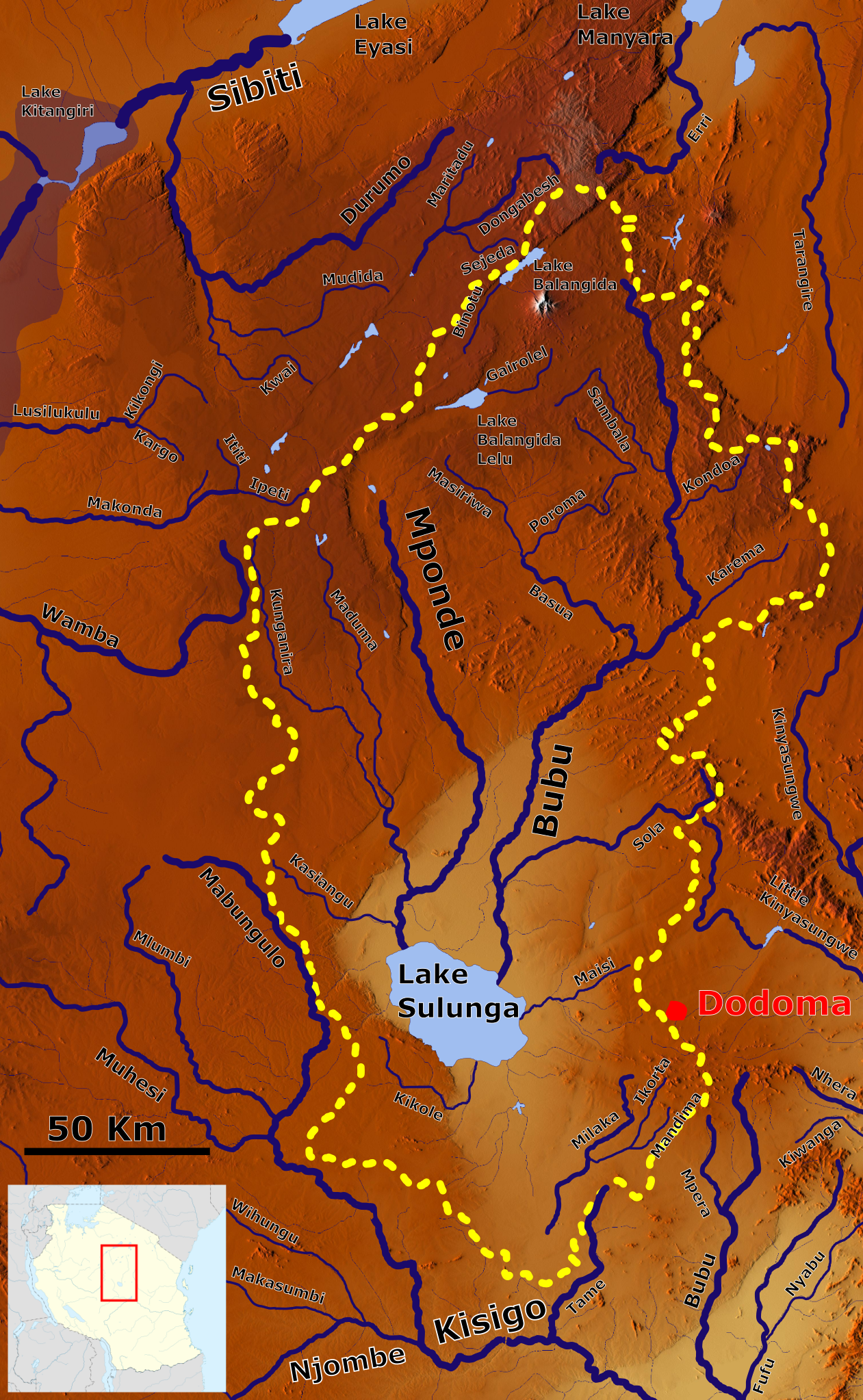
Басейн озера Сулунга

Сулунга, також відоме як болото Бахі, — мілководне сезонне озеро, розташоване на кордоні між регіонами Додома та Сінгіда в Танзанії. Під час сезону дощів це найбільша водойма в обох регіонах.

## Опис
Озеро Сулунга лежить у безстічній западині Бахі, розташованій приблизно в 45 км на захід від столиці Танзанії Додоми, на висоті 830 м над рівнем моря. Його максимальна площа становить 974 км², довжина близько 42 км, а ширина близько 26 км, однак під час посушливих років воно може повністю зникати. Площа водозбірного басейну Сулунги становить 23 447 км². Найбільшими річками, що впадають в Сулунгу, є Бубу та Мпонде.
Озеро оточене великою кількістю  поселень і відіграє важливу роль у рибальстві та тваринництві.
Озеро ризикує серйозно постраждати від видобутку корисних копалин у майбутньому, оскільки на території басейну Сулунги є поклади урану, золота та, ймовірно, алмазів.